# Lyra (Chor)
Lyra  ist ein 1974  gegründeter Mädchenchor in Kaunas, der früheren Hauptstadt Litauens. Das Alter der Mädchen des Chors liegt zwischen 11 und 18 Jahren. Der Chor nimmt an den Liederfesten der Stadt und der Republik und am internationalen Mädchen- und Frauenchorfestival „AVE MARIA“ teil. Er hatte gemeinsame Projekte mit dem Kaunasser Jungenchor Varpelis. Der Chor nimmt jährlich am litauischen Chorfestival „Baltijos bangelės“ in Palanga (1800 Teilnehmer, 60 Chöre) und an den Chorfestivalen „Vilties daina“ und „Cantate Domino“ in Kaunas teil. 2001 belegte er am litauischen Oberschüler-Chorwettbewerb „Mes Lietuvos vaikai“ den 3. Platz und errang die Goldmedaille und den Großen Preis beim internationalen Wettbewerb „Juventus Mundi Cantat“ (2001) in Tschechien.
Das Konzerthaus und zugleich Proberaum ist der Kinder- und Oberschülerfreizeitspalast Kaunas (Kauno vaikų ir moksleivių laisvalaikio rūmai). Der Chor wird von der Asta Miknienė (früher ab 1994 von Regina Meilutienė-Bacevičienė) geleitet. Korrepetitoren sind Asta Juršienė und Raimundas Martinkėnas (Komponist).